# Comuna Mîleaci, Dubrovîțea
Mîleaci (în ucraineană Миляч) este o comună în raionul Dubrovîțea, regiunea Rivne, Ucraina, formată din satele Bile, Luhove și Mîleaci (reședința).

## Demografie
Componența lingvistică a comunei Mîleaci
     Ucraineană (99,7%)
     Alte limbi (0,3%)
Conform recensământului din 2001, majoritatea populației comunei Mîleaci era vorbitoare de ucraineană (99,7%), existând în minoritate și vorbitori de alte limbi.